# Aldo Zenhäusern
Aldo Zenhäusern (* 3. August 1951 in Visp; † 9. Januar 2012  in Brig-Glis) war ein Schweizer Eishockeynationalspieler, der über viele Jahre beim EHC Biel, HC Lugano und HC Sierre in der Nationalliga A aktiv war. Mit dem EHC Biel gewann er 1978 und 1981 den Schweizer Meistertitel. Für die Schweizer Eishockeynationalmannschaft absolvierte er 94 Länderspiele, 6 Weltmeisterschaften und die Olympischen Winterspiele 1976 in Innsbruck. Sein Sohn Gerd war ebenfalls Eishockeyspieler und arbeitet heute als Eishockeytrainer.

## Karriere
Aldo Zenhäusern wuchs in Agarn auf und spielte dort auf einer Natureisbahn Eishockey. Dort herrschten ideale Bedingungen für diesen Sport, da das Meschlerhorn während der Wintermonate ausreichend Schatten auf das Dorf warf und damit immer Eis zur Verfügung stand. Aus Agarn stammen auch die Brüder Wyssen, die vier Mathieu-Brüder, Beat Tscherrig und Martin Lörtscher. Zenhäusern wechselte später zum EHC Visp  und 1975 zum EHC Biel, bei dem er sich zum «Verteidigungsminister» entwickelte.
Zenhäusern blieb dem EHC Biel bis 1981 treu. In dieser Zeit wurde er in Biel als Mannschaftskapitän 1978 und 1981 Schweizer Meister. In den Jahren 1976 und 1979 wurde er zudem Vizemeister. Auf die Saison 1981/82 wechselte er zum HC Lugano. Seine erfolgreiche Karriere liess er zu Hause im Wallis beim HC Sierre ausklingen, mit dem 1990 noch einmal aus der Nationalliga B in die NLA aufstieg. Anschliessend beendete er seine Karriere. In Siders (Sierre) spielte Aldo Zenhäusern noch kurze Zeit zusammen mit seinem Sohn Gerd.
Aldo Zenhäusern spielte insgesamt 450 Spiele in der NLA und trug 94 Mal das Trikot der Schweizer Eishockeynationalmannschaft, mit der er an sechs WM-Turnieren teilnahm. Zudem gehörte er zum Schweizer Kader bei den Olympischen Winterspielen 1976 in Innsbruck.
Zenhäusern kombinierte semiprofessionellen Sport und Beruf: Während seiner Zeit beim EHC Biel arbeitete er für den Verlag von Willy Gassmann als Buchhalter und konnte daher den Aufgeboten ins Nationalteam nicht immer folgen. Zum Ende seiner Karriere assistierte er vielen seiner Trainer, eine besonders enge Verbindung pflegte er mit František Vaněk.
Aldo Zenhäusern verstarb im Januar 2012 in Folge eines Herzinfarkts im Alter von 60 Jahren.

## Erfolge und Auszeichnungen
- 1974 Aufstieg in die B-Gruppe bei der C-Weltmeisterschaft
- 1978 Schweizer Meister mit dem EHC Biel
- 1978 Bester Verteidiger und All-Star-Team der B-Weltmeisterschaft
- 1981 Schweizer Meister mit dem EHC Biel
- 1985 Aufstieg in die Nationalliga A mit dem HC Sierre
- 1990 Aufstieg in die Nationalliga A mit dem HC Sierre

## Karrierestatistik
(Legende zur Spielerstatistik: Sp oder GP = absolvierte Spiele; T oder G = erzielte Tore; V oder A = erzielte Assists; Pkt oder Pts = erzielte Scorerpunkte; SM oder PIM = erhaltene Strafminuten; +/− = Plus/Minus-Bilanz; PP = erzielte Überzahltore; SH = erzielte Unterzahltore; GW = erzielte Siegtore; 1 Play-downs/Relegation; Kursiv: Statistik nicht vollständig)